# La mujer de Lorenzo
La mujer de Lorenzo é uma telenovela venezuelana-peruana exibida em 2003 pela Venevisión. Contou com a protagonização de Adriana Louvier e Guillermo Pérez

## Elenco
- Adriana Louvier - Silvia Estevez
- Guillermo Pérez - Lorenzo Valezuela
- Carolina Tejera - Laurita Benavidez Valezuela
- Andrea Montenegro - Isabela Fergoni
- Yul Bürkle - Alex Zambrano
- Milene Vásquez - Natalia "Nati"
- Camucha Negrete - Emparatriz Negrete
- Eduardo Cesti - Conan
- José Luis Ruiz - Giacomo Volicelli